# Simeto
Le Simeto est un fleuve de Sicile. C'est le second par la longueur de son cours après le Salso, mais le premier par l'importance de son bassin hydrographique (4 186 km²).
Le Simeto prend sa source près de Bronte dans les Nébrodes. Il coule entièrement dans la province de Catane sans arroser de localités d'importance, et se jette après un cours de 113 km dans la mer Ionienne, au sud de Catane.
La dernière partie de son cours, après avoir reçu des eaux de la Gornalunga, est quelquefois nommée Giaretta.
Ce fleuve était nommé Simèthe dans l'Antiquité (en latin Simaethus).